# 襄阳北站
襄阳北站是位于湖北省襄阳市樊城区米庄镇的一个铁路车站，邮政编码441121。车站位于焦柳铁路、汉丹铁路、襄渝铁路交汇处，为大型路网性编组站，主要担负武汉、重庆、柳州、洛阳等方向货物列车解编和中转任务，是连接中国西南、进出川渝、北煤南运等主要通道上的“咽喉”，隶属武汉铁路局的特等站。

## 车站历史
车站最早的历史可追溯至1966年修建的桐树店乘降所:288。1970年2月1日升格为桐树店站，1974年更名为襄樊北站，1980年被铁道部定为一等站:162:288。1997年10月28日扩建为单向三级四场编组站，2003年1月由一等站晋升为特等站；2011年6月8日更名为襄阳北站；2016年6月14日建成上行系统，升级为双向三级七场编组站。

## 车站结构
车站分为上下行系统，其中下行系统到达场（Ⅰ场）到发线14条、编组场（Ⅱ场）调车线42条、出发场（Ⅲ场）股道17条；上行到达场（Ⅳ场）设有到发线12条；编组场（Ⅴ场）设调车线32条；出发场（Ⅵ场）股道15条。另设有交换场和军供站。:288
| 东侧     | ←往马棚               | 汉丹铁路上行正线      | 汉丹铁路上行正线 | 汉丹铁路上行正线 | 汉丹铁路上行正线 | 汉丹铁路上行正线  | 自襄州←            |
| 东侧     | →自郜营               | 焦柳铁路下行正线      | 焦柳铁路下行正线 | 焦柳铁路下行正线 | 焦柳铁路下行正线 | 焦柳铁路下行正线  | 往襄阳→            |
| 下行系统 | 襄州联络线下行→自郜营 | 襄州联络线下行→自郜营 | 下行到达 （Ⅰ场） | 下行调车 （Ⅱ场） | 下行出发 （Ⅲ场） | 襄北发南线往襄阳→ | 襄北发南线往襄阳→  |
| 下行系统 | 襄北西到线→自马棚     | 襄北西到线→自马棚     | 下行到达 （Ⅰ场） | 下行调车 （Ⅱ场） | 下行出发 （Ⅲ场） | 襄北发东线往襄州→ | 襄北发东线往襄州→  |
| 下行系统 |                       | ↑ 襄 北 环 到 线      | 下行到达 （Ⅰ场） | 下行调车 （Ⅱ场） | 下行出发 （Ⅲ场） | ↓ 襄 北 环 发 线  |                    |
| 中间     |                       | ↑ 襄 北 环 到 线      | 机务段           | 交换场（Ⅶ场）    | 折返段           | ↓ 襄 北 环 发 线  |                    |
| 上行系统 | 襄北北到线 →自郜营    | ↑ 襄 北 环 到 线      | 上行出发 （Ⅵ场） | 上行调车 （Ⅴ场） | 上行到达 （Ⅳ场） | ↓ 襄 北 环 发 线  |                    |
| 上行系统 | 襄北发北线 ←往郜营    | ↑ 襄 北 环 到 线      | 上行出发 （Ⅵ场） | 上行调车 （Ⅴ场） | 上行到达 （Ⅳ场） | ↓ 襄 北 环 发 线  | 襄北南到线 自襄阳← |
| 上行系统 | 襄北发西线 ←往马棚    | 襄北发西线 ←往马棚    | 上行出发 （Ⅵ场） | 上行调车 （Ⅴ场） | 上行到达 （Ⅳ场） | ↓ 襄 北 环 发 线  | 襄北东到线 自襄州← |
| 西侧     | ←往郜营               | 焦柳铁路上行正线      | 焦柳铁路上行正线 | 焦柳铁路上行正线 | 焦柳铁路上行正线 | 焦柳铁路上行正线  | 自襄阳←            |
| 西侧     | →自马棚               | 汉丹铁路下行正线      | 汉丹铁路下行正线 | 汉丹铁路下行正线 | 汉丹铁路下行正线 | 汉丹铁路下行正线  | 往襄州→            |

## 下辖场站所
襄阳北站行政组织由中国铁路武汉局集团有限公司直属，属其下辖运输站段中的车务机构。截至2021年，车站下辖场站有:35：
- 焦柳铁路1站：郜营站。